# Sefu bin Hamid

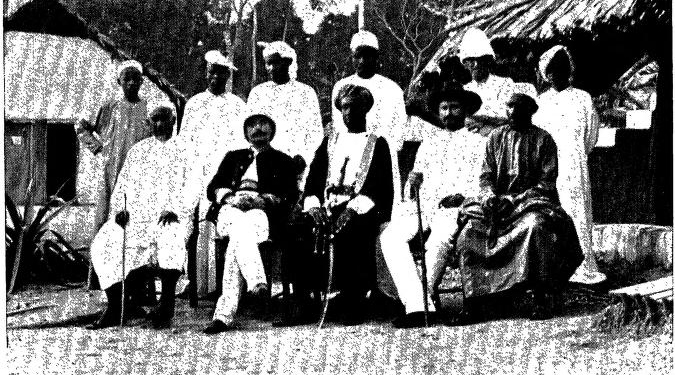
Sefu bin Hamid, der Sohn von Tippu-Tip, mit seinem Vertreter im Kongo und zwei belgischen Offizieren der Force Publique, Leutnant Joseph Lippens und Sergeant Henri De Bruyne, im Distrikt Stanley Falls.

Sefu bin Hamid (* 1860 auf Sansibar; † 20. Oktober 1893 im Kongobecken) war ein im Osten des Kongobeckens ansässiger sansibarischer Machthaber, Sklaven- und Elfenbeinjäger und einer der Söhne von Tippu-Tip. Er kämpfte während der Feldzüge der Arabischen Suahelis gegen den Kongo-Freistaat und deren Militärorganisation Force Publique.

## Biographie
Um 1890/91 kehrte Tippu-Tip, seit dem 24. Februar 1887 durch Henry Morton Stanley ernannter Gouverneur des Distrikts Stanley Falls, nach Sansibar zurück, wo er in den Ruhestand ging. Sefu bin Hamid vertrat seinen Vater in der Region Kasongo im Osten des Kongos und übernahm dessen Stellung.
Im März und April 1892 griff Sefu wiederholt Angehörige des Kongo-Freistaats (EIC) im Osten des Kongo an, darunter auch Elfenbeinhändler. Dies löste eine Reihe von Militäroperationen der Force Publique unter dem Kommando von Francis Dhanis aus, die französisch als Campagnes de l'État indépendant du Congo contre les Arabo-Swahilis (deutsch etwa: Feldzüge des Kongo-Freistaats gegen die Swahili-Araber) bekannt wurden.
Am 19. September 1892 verriet Ngongo Leteta, ursprünglich sein Verbündeter, Sefu bin Hamid, nachdem er während eines der ersten Feldzüge eine Niederlage erlitten hatte, und schloss sich der Force Publique an. Als Reaktion darauf stellte Sefu den in Kasongo lebenden Leutnant Joseph Lippens und seinen Stellvertreter, Henri De Bruyne, unter Hausarrest. Sefu verlangte eine Neuverhandlung der Grenzen seiner Territorien und die Auslieferung von Ngongo Leteta im Austausch gegen die Gefangenen. Am 15. November traf sich De Bruyne mit Dhanis, um ihn über die Forderungen Bin Hamids zu informieren. Dhanis lehnte die Bedingungen ab, was Bin Hamid als einen kriegerischen Akt betrachtete.
Folgerichtig überquerte Bin Hamid den Lomami mit 500 sansibarischen Offizieren und etwa 10.000 Kongolesen. Er errichtete dort zwei Festungen, von denen ihn die Staatsstreitkräfte angriffen und ihn anschließend zum Rückzug zwangen. Aus Vergeltung wurden Lippens und De Bruyne am 1. Dezember 1892 in Kasongo durch indigene Kämpfer getötet. Nach der Einnahme des Ortes am 22. April 1893 entdeckte die Force Publique die Gräber von Lippens und De Bruyne. Sie fanden auch das Tagebuch von Emin Pascha, aus denen hervorging, dass er am 23. Oktober 1892 getötet worden war.
Die letzte größere Schlacht dieser Feldzüge fand am 20. Oktober 1893 am Lwama-Fluss westlich des Tanganjikasees statt. Es kam zu einem taktischen Patt, doch Sefu wurde letztlich besiegt und starb im Kampf.